# Смирнов Володимир Сергійович (футболіст)
Володимир Сергійович Смирнов (1937) — радянський футболіст, що грав на позиції нападника. Відомий за виступами у клубах СКА (Ростов-на-Дону) і кишинівської «Молдови» у вищій лізі чемпіонату СРСР.

## Клубна кар'єра
Володимир Смирнов розпочав займатися футболом у підмосковному Подольську. У командах майстрів розпочав грати у 1956 році в складі сталінградського «Торпедо», яке на той час грало в класі «Б». У 1959 році Володимир Смирнов став гравцем команди найвищої радянської ліги СКВО з Ростова-на-Дону, яку невдовзі перейменували на СКА. У цій команді він грав до 1962 року, проте у зв'язку з наслідками травми вимушений був перейти до команди другого радянського дивізіону «Ростсільмаш». У 1963 році Володимир Смирнов знову став гравцем команди вищого радянського дивізіону, цього разу кишинівської «Молдови», проте зіграв у її складі лише 1 матч, та перейшов до складу команди класу «Б» «Шахтар» (Кадіївка), у кінці 1963 року нетривалий час знаходився у складі «Трудових резервів» з Луганська. У 1964 році Смирнов, разом із Володимиром Юлигіним, Юрієм Глухих, Левом Шишковим, Анатолієм Савіним, став гравцем команди класу «Б» «Таврія» із Сімферополя. У команді, яка успішно розпочала сезон, та виграла зональний турнір, щоправда пізніше пригальмувала, та зайняла лише 4 місце у фінальному турнірі українських команд класу «Б», Смирнов був одним із основних гравців атакуючої ланки, забивши у перший рік у новій команді 4 м'ячі в чемпіонаті, та 2 м'ячі в Кубку СРСР, та 7 м'ячів у наступному сезоні. Під час сезону 1966 року футболіст завершив виступи на футбольних полях.